# Praia de Santa Teresa
A praia de Santa Teresa é uma praia brasileira localizada em Ilhabela, São Paulo, Brasil.